# Loborika/Saison 2010
Dieser Artikel listet Erfolge und Mannschaft des Radsportteams Loborika in der Saison 2010 auf.

## Saison 2010

### Erfolge in der Continental Tour
| Datum               | Rennen                                   | Kat. | Fahrer            |
| ------------------- | ---------------------------------------- | ---- | ----------------- |
| 21. März            | 3. Etappe Istrian Spring Trophy          | 2.2  | Radoslav Rogina   |
| 26. März            | 1. Etappe Tour du Maroc                  | 2.2  | Dean Podgornik    |
| 27. März            | 2. Etappe Tour du Maroc                  | 2.2  | Radoslav Rogina   |
| 29. März            | 4. Etappe Tour du Maroc                  | 2.2  | Dean Podgornik    |
| 26. März – 4. April | Gesamtwertung Tour du Maroc              | 2.2  | Dean Podgornik    |
| 27. Juni            | Kroatische Meisterschaft – Straßenrennen | NC   | Radoslav Rogina   |
| 17. Juli            | 1. Etappe Tour of Qinghai Lake           | 2.HC | Radoslav Rogina   |
| 14. August          | Grand Prix Betonexpressz 2000            | 1.2  | Hrvoje Miholjević |

### Zugänge – Abgänge
| Zugänge          | Team 2009 | Abgänge          | Team 2010            |
| ---------------- | --------- | ---------------- | -------------------- |
| Deni Baniček     | Neoprofi  | Matija Kvasina   | Zheroquadro Radenska |
| Jurica Knežević  | Neoprofi  | David Demanuelle | Unbekannt            |
| Marijan Perković | Neoprofi  | Vid Ogris        | Unbekannt            |
| Aleksandar Pršo  | Neoprofi  | Antonio Osip     | Unbekannt            |
| Silvano Valčić   | Neoprofi  | Robert Perusko   | Unbekannt            |
| Vinko Zaninović  | Neoprofi  | Zvonimir Pokupec | Unbekannt            |
|                  |           | Vedran Vitasović | Unbekannt            |

### Mannschaft
| Name                | Geburtstag         | Nationalität |
| ------------------- | ------------------ | ------------ |
| Deni Baniček        | 27. Februar 1990   | Kroatien     |
| Darko Blažević      | 8. Dezember 1984   | Kroatien     |
| Tomislav Dančulović | 15. Juni 1980      | Kroatien     |
| Massimo Demarin     | 25. August 1979    | Kroatien     |
| Kristijan Đurasek   | 26. Juli 1987      | Kroatien     |
| Emanuel Kišerlovski | 3. August 1984     | Kroatien     |
| Jurica Knežević     | 18. September 1991 | Kroatien     |
| Hrvoje Miholjević   | 8. Juni 1979       | Kroatien     |
| Marijan Perković    | 28. Juni 1989      | Kroatien     |
| Dean Podgornik      | 3. Juli 1979       | Slowenien    |
| Aleksandar Pršo     | 17. Januar 1989    | Kroatien     |
| Radoslav Rogina     | 3. März 1979       | Kroatien     |
| Silvano Valčić      | 4. Dezember 1988   | Kroatien     |
| Vinko Zaninović     | 6. November 1987   | Kroatien     |